# Vedolizumab
Vedolizumab (Handelsname Entyvio®; Hersteller Takeda) ist ein humanisierter monoklonaler Antikörper aus der Gruppe der Integrin-Antagonisten. Er dient der Behandlung von Erwachsenen mit Colitis ulcerosa oder Morbus Crohn. Vedolizumab wird zur Behandlung von mittelschweren bis schweren Erkrankungen verwendet, bei denen sich eine konventionelle Therapie oder TNF-α-Antagonisten als unwirksam oder nicht länger wirksam erwiesen haben bzw. von dem Patienten nicht vertragen werden.

## Klinische Angaben

### Anwendungsgebiete (Indikationen)
- Colitis ulcerosa - Vedolizumab ist indiziert für die Behandlung von erwachsenen Patienten mit mittelschwerer bis schwerer aktiver Colitis ulcerosa, die entweder auf konventionelle Therapie oder einen der Tumornekrosefaktor-alpha (TNFα)-Antagonisten unzureichend angesprochen haben, nicht mehr darauf ansprechen oder eine Unverträglichkeit gegen eine entsprechende Behandlung aufweisen.[4]
- Morbus Crohn - Vedolizumab ist indiziert für die Behandlung von erwachsenen Patienten mit mittelschwerem bis schwerem aktiven Morbus Crohn, die entweder auf konventionelle Therapie oder einen der Tumornekrosefaktor-alpha (TNFα)-Antagonisten unzureichend angesprochen haben, nicht mehr darauf ansprechen oder eine Unverträglichkeit gegen eine entsprechende Behandlung aufweisen.[4]

### Art und Dauer der Anwendung
Vedolizumab wird als intravenöse Infusion über 30 Minuten verabreicht. Die Patienten sollten während und nach der Infusion überwacht werden.
Dem Patienten wird pro Infusion 300 mg Vedolizumab verabreicht. Nach der ersten Infusion wird eine weitere nach zwei und nach sechs Wochen verabreicht. Im Abstand von jeweils acht Wochen erfolgen dann die folgenden Infusionen mit Vedolizumab.

### Gegenanzeigen (Kontraindikationen)
Vedolizumab darf nicht bei Patienten mit Überempfindlichkeit gegenüber dem Wirkstoff selbst angewendet werden. Es besteht eine Gegenanzeige bei vorliegenden schweren Infektionen (beispielsweise Tuberkulose, Sepsis, Erkrankungen durch das Cytomegalievirus oder Listeriose).

### Wechselwirkungen mit anderen Medikamenten
Unter Vorsicht sollten (durch Schlucken verabreichte) Lebendimpfstoffe eingesetzt werden.

### Anwendung während Schwangerschaft und Stillzeit
Aufgrund der vorhandenen (fehlenden) Datenlage darf Vedolizumab während der Schwangerschaft nur dann eingesetzt werden, wenn eine strenge Nutzen-Risiko-Abwägung positiv ist. Mindestens 18 Wochen nach letzter Gabe von Vedolizumab sollten gebärfähige Frauen eine sichere Verhütungsmethode anwenden. Tierexperimentelle Studien zeigen auf, dass Vedolizumab nicht teratogen ist, aber in die Milch übergeht.

### Unerwünschte Wirkungen (Nebenwirkungen)
Für Vedolizumab wurde in klinischen Prüfungen folgende unerwünschte Ereignisse beobachtet:
- sehr häufig: Kopfschmerzen, Gelenkschmerzen und Erkältungen
- häufig: Bronchitis, Magen-Darm-Entzündung, Infektionen der oberen Atmenwege, Grippe, Nasennebenhöhlenentzündung, Erkältungen, Parästhesien, Bluthochdruck, verstopfte Nase, Husten, Schmerzen im Mund- und Rachenraum, Analabszess und -fissuren, Übelkeit, Verdauungsstörungen, Verstopfung, Blähungen, Hämorrhoiden, Hautausschlag, Juckreiz, Ekzem, Hautrötung, Nachtschweiß, Akne, Muskelkrämpfe, Rückenschmerzen, Muskelschwäche, Müdigkeit und Fieber
- gelegentlich: Mundsoor, Vulvovaginalkandidose, Follikulitis, Reizungen an der Infusionsstelle, infusionsbedingte Reaktionen mit milden und mittelschweren Verlauf, Schüttelfrost und Kältegefühl

## Pharmakologische Angaben

### Wirkmechanismus
Durch die hochselektive Blockierung von α4β7-Integrin (Adhäsionsmolekül auf der Oberfläche von aktivierten Lymphozyten) wird verhindert, dass diese sich an die dazu gehörigen MAdCAM-Rezeptoren (Andockstellen) binden. Ohne dieses Andocken können die aktivierten Lymphozyten nicht ins Gewebe einwandern, und die weitere Entzündung wird unterdrückt. Laut Hersteller ist die Wirkung von Vedolizumab darmspezifisch, da die MAdCAM-Rezeptoren überwiegend im Darm  vorhanden sind. Die Abwehrzellen werden also am Übertritt in das Darmgewebe gehindert.
Im Gegensatz zu Natalizumab, einem Integrin-Inhibitor, der für Multiple Sklerose entwickelt wurde und nur in den USA bei Morbus Crohn zugelassen ist, sollte durch die Darmspezifität die Nebenwirkung der Immunsuppression des Gehirns und der damit in Verbindung stehenden Reaktivierung des JC-Virus mit möglicherweise tödlicher progressiver multifokaler Leukenzelopathie (PML) ausfallen. Zumindest traten keine Fälle im GEMINI-Programm auf; die Post-Surveillance bleibt noch abzuwarten.
Gegenüber α4β1-Integrin, das an das vaskuläre Zelladhäsionsmolekül 1 (VCAM-1) bindet, zeigt Vedolizumab keine Wirkung. Dadurch wird die von VCAM-1-Lymphozyten vermittelte Immunantwort nicht beeinträchtigt.

### Aufnahme und Verteilung im Körper (Pharmakokinetik)
Vedolizumab passiert nicht die Blut-Hirn-Schranke. Es hat eine Halbwertszeit von etwa 25 Tagen.

## Studien
Im GEMINI-Programm wurden insgesamt drei randomisierte, doppelblinde und placebokontrollierte Phase III-Studien mit 2.426 Patienten aus 40 Ländern durchgeführt. Alle drei Studien wurden bereits veröffentlicht. In diesen nahmen 895 Patienten mit Colitis ulcerosa (GEMINI I) und 1.115 (GEMINI II) resp. 416 Patienten (GEMINI III) mit Morbus Crohn teil. Bei allen Patienten hatte mindestens eine konventionelle Therapie inklusive Glukokortikoide, Immunomodulatoren und/oder TNF-Blockern versagt. Patienten mit Colitis ulcerosa sprachen nach 6 Wochen zu 47 % an (26 % im Placebo-Arm). Patienten mit Morbus Crohn sprachen nach 10 Wochen zu 48 % an (24 % im Placebo-Arm). Die Nebenwirkungen bei Patienten mit Colitis ulcerosa waren im Vedolizumab-Arm vergleichbar häufig wie im Placebo-Arm.

## Zulassungsstatus
Vedolizumab wurde sowohl in den USA als auch in Europa für Erwachsene mit mittelschwerer bis schwerer aktiver Colitis ulcerosa oder mittelschwerem bis schwerem aktiven Morbus Crohn, unzureichendes bzw. ausbleibendes Ansprechen auf konventionelle Therapie oder TNF-α-Antagonisten oder entsprechende Unverträglichkeit zugelassen. In den USA erhielt das Medikament „Priority Review Status“, was ein beschleunigtes Zulassungsverfahren bedeutet. Die Vorteile des Medikaments seien zumindest bisher signifikant. Bisher wurden keine PML (Progressive multifokale Leukenzephalopathie) oder andere katastrophale Komplikationen beobachtet. Im Dezember 2013 erhielt Takeda die Empfehlung des FDA Advisory Committees zur Zulassung in den USA resp. im März 2014 das positive Votum der CHMP für eine europäische Zulassung.

## Zusatznutzen gegenüber anti-TNF-α-Therapien
Auf Basis der vorhandenen Datenlage konnten das Institut für Qualität und Wirtschaftlichkeit im Gesundheitswesen (IQWiG) im Oktober 2014 und der Gemeinsame Bundesausschuss (G-BA) im Januar 2015 keinen Zusatznutzen von Vedolizumab gegenüber einer anti-TNF-α-Therapie bescheinigen. In einer Stellungnahme vom Hersteller Takeda heißt es u. a.:  Die Bewertung Kein Zusatznutzen bedeutet, dass Vedolizumab als mindestens so gut eingestuft wird wie vergleichbare Therapien. Diese Einschätzung des IQWiG sagt keineswegs aus, dass Vedolizumab für Patienten mit Colitis ulcerosa oder Morbus Crohn keinen Nutzen aufweist. Die Wirksamkeit wurde bereits durch die Zulassung bestätigt.